# WatchOS 2
watchOS 2 è la seconda versione del sistema operativo per Apple Watch sviluppato dalla Apple Inc. È stato presentato durante la WWDC del 2015 e pubblicato il 21 settembre dello stesso anno. Esso include molte migliorie, tra le quali il supporto per le applicazioni native di terze parti.

## Storia

### Aggiornamenti

#### 2.0.1
watchOS 2.0.1 è stato pubblicato il 21 ottobre 2015, correggendo alcuni errori.

#### 2.1
watchOS 2.1 è stato pubblicato l'8 dicembre 2015. L'aggiornamento aggiunge il supporto ad alcune lingue, tra cui l'arabo, il portoghese e l'ebraico.

#### 2.2
watchOS 2.2 è stato pubblicato il 21 marzo 2016, che aggiunge il supporto per l'abbinamento di più Apple Watch a un iPhone e ad ulteriori lingue, come il rumeno e l'ucraino.

#### 2.2.1
watchOS 2.2.1 è stato pubblicato il 16 maggio 2016, correggendo alcuni errori.

#### 2.2.2
watchOS 2.2.2 è stato pubblicato il 18 luglio 2016, correggendo alcuni errori.

## Funzionalità

### Quadranti
Con questo aggiornamento sono stati introdotti altri tre quadranti: Timelapse, che mostra un breve video che raffigura una città a scelta tra Londra, Shanghai, Hong Kong, New York e Mack Lake, Foto, che permette di impostare una foto come sfondo del quadrante, e Album, che mostra, ogni volta che si solleva il polso, una foto casuale di un album.

### Time Travel
È stata aggiunta una nuova funzionalità: Time Travel. Essa permette di, ruotando la Corona Digitale, "muoversi nel tempo" per visualizzare gli eventi in Calendario e le previsioni meteo future o precedenti.

### Modalità Notte
Ora, quando l'Apple Watch è in carica e in posizione orizzontale, verrà mostrata una schermata che visualizza l'orario e, se attiva, la sveglia. Quest'ultima, 5 minuti prima di suonare, attiverà gradualmente lo schermo del dispositivo, in modo tale da svegliare l'utente in modo più delicato.

### Altro
È possibile ora condividere i risultati di Attività sui social network.
L'icona di Passbook è stata modificata e l'applicazione rinominata in Wallet.
Ora è possibile rispondere alle email attraverso la dettatura vocale.
È stato aggiunto il supporto ai mezzi pubblici sull'applicazione Mappe.

## Tabella delle versioni
| Versione | Versione di iOS | Data di pubblicazione | Disponibile per      |
| -------- | --------------- | --------------------- | -------------------- |
| 2.0      | 9.0             | 21 settembre 2015     | Apple Watch Series 0 |
| 2.0.1    | 9.1             | 21 ottobre 2015       | Apple Watch Series 0 |
| 2.1      | 9.2             | 8 dicembre 2015       | Apple Watch Series 0 |
| 2.2      | 9.3             | 21 marzo 2016         | Apple Watch Series 0 |
| 2.2.1    | 9.3.2           | 16 maggio 2016        | Apple Watch Series 0 |
| 2.2.2    | 9.3.3           | 18 luglio 2016        | Apple Watch Series 0 |

## Changelog ufficiale
Di seguito è riportato il changelog ufficiale di ogni versione:

### watchOS 2.0
- Nuovi quadranti e funzionalità orarie
  - Video in time-lapse di Hong Kong, Londra, Mack Lake, New York, Shanghai e Parigi
  - Foto e album fotografici per vedere le tue immagini preferite ogni volta che sollevi il polso (incluso il supporto per le foto Live Photos)
  - Possibilità di visualizzare gli eventi futuri o passati con Digital Crown grazie all'opzione "Time Travel"
  - Modalità Notte per utilizzare Apple Watch come sveglia
  - 9 nuovi colori per personalizzare il quadrante e nuovo quadrante Modulare multicolore
  - Supporto per app di terze parti per la creazione di complicazioni
- Miglioramenti di Siri
  - Possibilità di avviare un allenamento specifico, di ottenere indicazioni con i mezzi pubblici o di chiedere di vedere uno sguardo
  - Supporto per le chiamate audio FaceTime e per la risposta alle e-mail
  - Supporto per HomeKit per controllare tramite Siri i dispositivi della tua abitazione supportati
  - Nuovo supporto per Austria, Belgio (francese e olandese) e Norvegia
- Miglioramenti di Attività e Allenamento
  - Possibilità di includere gli allenamenti da app di terze parti su Apple Watch negli anelli di Attività
  - Gli anelli, gli allenamenti e i traguardi di Attività possono essere condivisi dall'app Attività su iPhone
  - Traguardi interattivi
  - Riepiloghi settimanali su richiesta
  - Possibilità di disattivare le notifiche di Attività per un giorno
  - Salvataggio automatico degli allenamenti
- Miglioramenti di Apple Pay e Wallet
  - Supporto per le carte Discover
  - Supporto per le carte fedeltà e per le carte di credito o di debito offerte dai punti vendita
  - Possibilità di aggiungere biglietti a Wallet direttamente da app di terze parti su Apple Watch
- Miglioramenti di Amici e Digital Touch
  - Possibilità di aggiungere più di 12 amici direttamente da Apple Watch
  - Possibilità di creare diversi gruppi con più amici e di assegnare loro un nome
  - Possibilità di inviare disegni utilizzando più colori
  - Nuove opzioni per le emoji animate
- Miglioramenti di Mappe
  - La vista Trasporti mostra le linee dei mezzi pubblici, le stazioni e i collegamenti intermodali in grandi città appositamente scelte
  - Possibilità di visualizzare l'elenco delle indicazioni per l'itinerario attuale
  - Possibilità di visualizzare i quadri orari delle stazioni con le informazioni sulle partenze
- Miglioramenti di Musica
  - Il nuovo pulsante "Beats 1" avvia la riproduzione della radio disponibile 24 ore su 24
  - Nuovo pulsante di riproduzione rapida per ascoltare una vasta gamma di brani da Apple Music
- Possibilità di rispondere alle e-mail utilizzando la dettatura, le emoji o le risposte smart personalizzate in maniera specifica per le e-mail
- Possibilità di effettuare e ricevere chiamate audio tramite FaceTime
- Supporto per le chiamate Wi-Fi senza iPhone nelle vicinanze con i gestori aderenti
- Possibilità di impedire a chiunque di attivare Apple Watch senza l'ID Apple e la password grazie al blocco di attivazione
- Nuove caratteristiche per sviluppatori, tra cui:
  - SDK nativo per realizzare app più veloci e potenti create appositamente per l'esecuzione su Apple Watch
  - Accesso all'accelerometro per un rilevamento del movimento più preciso
  - Accesso al sensore del battito cardiaco per l'utilizzo durante l'allenamento
  - Accesso al microfono e all'altoparlante per registrare e riprodurre audio
  - Accesso a Taptic Engine con 8 diversi tipi di feedback aptico
  - Accesso alla Digital Crown per controlli più precisi
  - Possibilità di riprodurre video direttamente su Apple Watch
  - Supporto per l'esecuzione di app senza iPhone nelle vicinanze, incluso l'accesso a funzionalità di rete quando connessi a reti Wi-Fi conosciute
  - Complicazioni sul quadrante
  - Possibilità di calcolare gli allenamenti dalle app negli anelli di Attività
  - Gli allenamenti dalle app possono essere inclusi nell'app Attività su iPhone
- Nuovo supporto per lingue di sistema in inglese (India), finlandese, indonesiano, norvegese e polacco
- Nuovo supporto per la dettatura in olandese (Belgio), inglese (Irlanda, Filippine, Sudafrica), francese (Belgio), tedesco (Austria), spagnolo (Cile, Colombia)
- Nuovo supporto per risposte smart in cinese tradizionale (Hong Kong, Taiwan), danese, olandese, inglese (Nuova Zelanda, Singapore), giapponese, coreano, svedese, thailandese

### watchOS 2.0.1
- Risoluzione di un problema che poteva causare il blocco dell'operazione di aggiornamento del software
- Risoluzione di problemi che potevano incidere sulle prestazioni della batteria
- Risoluzione di un problema che non consentiva la corretta sincronizzazione su Apple Watch degli eventi di Calendario presenti su iPhone con profili di gestione
- Correzione di un errore che poteva impedire il corretto aggiornamento delle informazioni relative alla posizione
- Risoluzione di un problema per il quale i messaggi Digital Touch non venivano mandati tramite il numero di telefono ma dall'indirizzo e-mail
- Risoluzione di un errore che poteva causare problemi di instabilità utilizzando immagini "Live Photo" sul quadrante
- Risoluzione di un problema per il quale, chiedendo a Siri di misurare la frequenza del battito cardiaco, i sensori di rilevamento rimanevano sempre attivi

### watchOS 2.1
- Aggiunge supporto per arabo, ceco, greco, ebraico, ungherese, malese, portoghese (Portogallo) e vietnamita come lingue di sistema.
- Aggiunge supporto per l'interfaccia utente con orientamento da destra a sinistra.
- Permette di passare dal sistema numerico in cifre occidentali a quello con glifi arabi per la lingua araba.
- Aggiunge una nuova complicazione per il calendario islamico ed ebraico.
- Aggiunge supporto per Siri e Dettatura in lingua araba (Arabia Saudita, Emirati Arabi Uniti).
- Aggiunge supporto per la dettatura in inglese (Malesia), ceco, greco, ebraico, ungherese, portoghese (Portogallo) e vietnamita.
- Risolve un problema che poteva impedire l'aggiornamento degli eventi nella complicazione Calendario.
- Risolve un problema che poteva impedire di visualizzare l'ora in modalità "Basso consumo".
- Risolve alcuni problemi che potevano impedire alle applicazioni di terze parti di essere avviate.
- Risolve un problema che poteva impedire alle icone di applicazioni di terze parti di essere visualizzate correttamente.
- Risolve un problema che poteva causare instabilità a seguito della modifica della lingua di sistema.

### watchOS 2.2
- Aggiunge supporto per l'abbinamento di iPhone a più Apple Watch.
- Include l'opzione "Nei dintorni" su Mappe per eseguire ricerche nelle vicinanze in base a diverse categorie, quali cibo, shopping e molto altro ancora.
- Aggiunge supporto per catalano, croato, slovacco, rumeno e ucraino come lingue di sistema.
- Aggiunge supporto per la dettatura in catalano, croato, slovacco, rumeno, ucraino e inglese (Arabia Saudita, Emirati Arabi Uniti e Indonesia).
- Aggiunge supporto per Siri in lingua malese, finlandese ed ebraica.
- Incrementa la frequenza delle misurazioni in background del battito cardiaco durante i periodi di inattività.

### watchOS 2.2.1
- Questa release contiene correzioni di errori e aggiornamenti di sicurezza.

### watchOS 2.2.2
- Questa release contiene correzioni di errori e aggiornamenti di sicurezza.